# Alexa (planta)
Alexa es un género de plantas perteneciente a la familia Fabaceae. Incluye once especies aceptadas.

## Taxonomía
El género fue descrito por Alfred Moquin-Tandon y publicado en Prodromus Systematis Naturalis Regni Vegetabilis 13(2): 168. 1849.

## Especies aceptadas
A continuación se brinda un listado de las especies del género Alexa (planta) aceptadas hasta julio de 2014, ordenadas alfabéticamente. Para cada una se indica el nombre binomial seguido del autor, abreviado según las convenciones y usos.	
- Alexa bauhiniiflora Ducke
- Alexa canaracunensis Pittier
- Alexa confusa Pittier
- Alexa cowanii Yakovlev
- Alexa grandiflora Ducke
- Alexa herminiana N.Ramirez
- Alexa imperatricis (R.H.Schomb.) Baill.
- Alexa leiopetala Sandwith
- Alexa superba R.S. Cowan
- Alexa surinamensis Yakovlev
- Alexa wachenheimii Benoist